# Doris Fuakuputu
Doris Salomo Fuakuputu (Kinshasa, 18 settembre 1984) è un ex calciatore della Repubblica Democratica del Congo, di ruolo attaccante.

## Carriera

### Club
Fuakuputu ha iniziato a giocare nel 2001 in patria con il Sodigraf, con cui ha disputato 66 partite realizzando 47 gol in 3 stagioni nella massima serie della Repubblica Democratica del Congo.
Giunto in Italia il 23 settembre 2003 per seguire il padre, ex campione di judo, ha iniziato a giocare in Prima Categoria Marchigiana nel Castelplanio, dove ha disputato solo la parte finale della stagione per problemi con il permesso di soggiorno, realizzando 8 gol in 8 partite. In estate è stato seguito dalla Maceratese (che al tempo giocava in Eccellenza Marche) ma tuttavia non lo ha potuto tesserare avendo già in rosa un extracomunitario. Il giocatore allora ha firmato per la Cingolana in Promozione marchigiana che però, a causa di nuovi problemi burocaratici, ha pottuto schierarlo solo a partire dalla sesta giornata di campionato. Con la Cingolana ha giocato 24 partite nelle quali ha segnato 20 reti che gli hanno valso il titolo di capocannoniere del girone B della Promozione marchigiana e grazie alle quali la Cingolana ha guadagnato la promozione in Eccellenza.
L'anno seguente il suo cartellino è stato acquistato dal Cesena, in Serie B, con cui ha disputato solo il precampionato poiché i romagnoli non hanno potuto tesseralo in quanto extracomunitario. È così approdato alla Jesina, squadra di Eccellenza Marche, con cui ha disputato 16 partite realizzando 9 reti. Nel 2006 è passato all'Avezzano, in Serie D, con cui è sceso in campo in 20 occasioni siglando 17 reti e con cui ha raggiunto i play-off, non riuscendo però a conquistare la promozione in Serie C2.
Nel 2007 ha firmato per il Como, dove ha siglato 16 reti in 32 partite di campionato, contribuendo alla vittoria del girone B e conseguente ritorno dei lombardi tra i professionisti della Lega Pro Seconda Divisione. Fuakuputu ha iniziato la preparazione per la stagione 2008/2009 con i lariani ma a metà agosto, quasi a sorpresa, ha lasciato la società lombarda.
Il 5 settembre 2008 il Neapolis Mugnano, squadra campana militante in Serie D, ha annunciato l'acquisto del giocatore, ma, dopo un'annata non molto fortunata, il congolese è tornato nelle Marche passando alla Civitanovese. Con la squadra di Civitanova Marche ha disputato 30 gare segnando 12 gol e la gara dei play-off persa per 5-3 conto la Santegidiese, dove ha segnato una doppietta.
Nell'estate 2010 Fuakuputu si è trasferito in Arabia Saudita, all'Al-Fateh. Nella prima stagione con la squadra saudita è sceso in campo 25 volte in campionato e ha realizzato 8 gol, risultando il miglior marcatore della propria squadra. Nella seconda e terza stagione con l'Al-Fateh si è confermato come miglior marcatore della squadra, andando sempre in doppia cifra (prima 10 e poi 17 reti) e vincendo la Saudi Professional League 2012-2013. Nell'agosto 2013 ha vinto anche la Supercoppa dell'Arabia Saudita grazie al 3-2 ottenuto dopo i supplementari contro l'Al-Ittihad; Fuakuputu nel corso della partita ha segnato una doppietta realizzando i 2 gol dell'Al-Fateh nei tempi regolamentari.

### Nazionale
Nel marzo 2008 il nuovo CT della Nazionale della Repubblica Democratica del Congo Patrice Neveu ha convocato Fuakuputu per la due amichevoli in Francia contro il Gabon (25 marzo) e l'Algeria (26 marzo). Fuakuputu ha giocato la prima delle due partite terminata 0-0.

## Palmarès

### Club

#### Competizioni nazionali
- Serie D: 1

Como: 2007-2008
- Coppa Italia Serie D: 1

Como: 2007-2008
- Campionato saudita: 1

Al-Fateh: 2012-2013
- Supercoppa dell'Arabia Saudita: 1

Al-Fateh: 2013